# مایا نصری
مایا نصری (مايا نصري؛ زاده ۱۴ اوت ۱۹۷۶) یک موسیقی‌دان اهل لبنان است. وی از سال ۱۹۹۹ میلادی تاکنون مشغول فعالیت بوده‌است.